# Adelaide von Skilondz
Adelaide Andrejeva von Skilondz, född 27 januari 1882 i Sankt Petersburg, död 5 april 1969 i Stockholm, var en svensk operasångare (sopran) och sångpedagog.

## Biografi
Adelaide von Skilondz var dotter till översten Leo Andrejeff och Adelaide Christman.
Redan vid sex års ålder behärskade hon flera av Beethovens sonater och
fick utbildning till konsertpianist för Feliks Blumenfeld vid konservatoriet i Sankt Petersburg. Därefter studerade hon komposition för Anatolij Ljadov och harmonilära för Nikolaj Rimskij-Korsakov.
Hon fick höga betyg och föräldrarna bjöd henne på en utlandsresa. Skilondz valde Sverige och på en resa till Norrland fick hon rådet att utbilda sin vackra sångröst. Hon gifte sig 1905 med Vladimir von Skilondz men äktenskapet upplöstes 1912.

### Karriär
Skilondz framträdde vid Mariinskijteatern från 1908, bland annat som Sjemacha i Nikolaj Rimskij-Korsakovs opera Guldtuppen. 1910 engagerades hon vid Berlinoperan och debuterade i Meyerbeers opera Hugenotterna. Mellan 1912 och 1913 gjordes ett femtiotal skivinspelningar med hennes arior, bland annat Nattens drottning och valsarian ur Romeo och Julia. Andra framträdande roller var Gilda i Rigoletto, Violetta i La traviata samt Lakmé och Tatjana i Eugen Onegin.
Vid krigsutbrottet 1914 skickades Skilondz till Sverige på gästspel. Hon knöt kontakter med Kungliga Teatern, men trivdes inte utan reste till operan i Helsingfors. Hösten 1915 återvände hon till Stockholm och debuterade som Rosina i Barberaren i Sevilla. Anna Oscàr vid Stockholmsoperan avled i september och lämnade ett tomrum i repertoaren som Skilondz kunde fylla. Under åtta år medverkade hon i 250 operaföreställningar, varav 37 som Nattens drottning.

### Sångskola
Hon verkade också som sångpedagog. Hon öppnade sångskola i sin våning på Strandvägen i Stockholm och tog emot elever varje dag mellan tio och fem. Bland hennes elever märks Elisabeth Söderström, Kerstin Meyer, Kjerstin Dellert, Isa Quensel, Stina-Britta Melander, Ruth Moberg, Inga Sundström och Eva Prytz. Även män sökte sig till hennes sångskola, bland andra tenorerna Arne Ohlson, Gösta Björling och Carl Gustaf Svingel samt Carl-Axel Hallgren (baryton) och Kim Borg (bas).

## Senare år
Skilondz var förebild till rollfiguren Luiza Cabral spelad av Isa Quensel i Gustaf Molanders film Glasberget efter  Sigfrid Siwertz' roman.
Som gammal togs hon om hand av en annan rysk emigrant, ASEA-ingenjören Nikolej Soloviev.[källa behövs] Skilodz avled 1969 och begravdes på Skogskyrkogården. 

## Priser och utmärkelser
Andrejeva von Skilondz mottog Litteris et Artibus 1917 samt invaldes som utländsk ledamot nr 247 av Kungliga Musikaliska Akademien den 30 november 1921 och överflyttades 1930 till svensk ledamot nr 601.